# Manuel Rauchholz
Manuel Rauchholz (* 28. April 1972 in Mikronesien) ist ein deutsch-amerikanischer Theologe, Ethnologe, Associate Professor für Anthropologie und Interkulturelle Studien (englisch: Intercultural Studies) an der Trinity International University in Deerfield (Illinois) und Autor.

## Leben und Wirken
Manuel Rauchholz ist als Sohn der Missionare Roland und Dorothea Rauchholz zusammen mit vier Geschwistern in Mikronesien, Japan, Deutschland und den USA aufgewachsen. Nach dem Abitur am deutschen Gymnasium in Tokio studierte er Evangelische Theologie und Ethnologie in Heidelberg, Tübingen und Chicago. An der Trinity International University in Deerfield (Illinois) erlangte er den Master of Theology (MTh). 2010 promovierte er in Heidelberg mit seiner Arbeit über Towards an Understanding of Adoption, Person, and Emotion: The ideal norm and reality of life amongst the Chuukese of Micronesia zum Ph.D. (mit summa cum laude). Von 2012 bis 2016 war er als Assistenzprofessor und Forscher am Institut für Anthropologie der Universität Heidelberg tätig. Er befasst sich mit Themen wie Migration und Integration, Gewalt und Konfliktlösungsstrategien, Interkulturelle Ethik, Menschenrechte und Rechtssystemen. 2011 war er im Rahmen einer Feldforschung in Mikronesien Wissenschaftlicher Mitarbeiter für Anthropologie des Micronesian Area Research Center der University of Guam. In Zusammenarbeit mit der University of St. Andrews, Schottland (EU-finanziert) und der National District Attorneys Association (Washington DC, USA) befasste er sich zwischen 2012 und 2016 in einem Forschungsprojekt mit Ethik und Menschenhandel in Ozeanien. Danach entwickelte er in Zusammenarbeit mit seinem Beratungsunternehmen „Rauchholz International Consulting“ mit der Regierung des Bundesstaates Chuuk in Mikronesien ein interdisziplinäres Bildungs- und Forschungsprojekt, das „Faichuk Educational Development and Research Project“, in dessen Rahmen er nach Möglichkeiten suchte, Lehrer für das Umfeld zu trainieren, das sie in den Dörfern vorfinden. Er unterrichtete als Lehrbeauftragter an zahlreichen Institutionen und lehrte sozialwissenschaftliche Forschungsmethoden an der Internationalen Hochschule Liebenzell (IHL) in Deutschland, Anthropologie und Mission an der Presbyterian University and Theological Seminary in Seoul.
Seit 2019 ist er Professor für Anthropologie und interkulturelle Studien (englisch: Anthropology and Intercultural Studies) an der Trinity International University in Deerfield, Illinois.
Rauchholz ist Referent am Albrecht-Bengel-Haus in Tübingen und Autor etlicher Fachbeiträge.

## Auszeichnungen
- 2011: Frobenius-Forschungspreis der Goethe-Universität in Frankfurt am Main für seine Studie über die emotionalen Auswirkungen der Adoption in Chuuk mit dem Titel „Towards an Understanding of Adoption, Person, and Emotion. The Ideal Norm and Reality of Life amongst the Chuukese in Micronesia“ (Auf dem Weg zu Adoption, Person und Emotion. Die ideale Norm und Realität des Lebens unter den Tschuukesen Mikronesiens).[10][11]

## Familie
Rauchholz ist verheiratet mit der Theologin Mihamm Kim-Rauchholz. Das Paar hat drei Töchter und wohnt in Chicago.

## Veröffentlichungen (Auswahl)
- Towards an Understanding of Adoption, Person, and Emotion: The ideal norm and reality of life amongst the Chuukese of Micronesia, (PhD Diss.), Ruprecht-Karls-Universität, Heidelberg 2009. DNB

als Mitautor
- Understanding and Interpretations of “Sin” and “Curse” in Chuuk, Micronesia, in Friedemann Walldorf, Lothar Käser und Bernd Brandl (Hrsg.): Mission und Reflexion im Kontext: Perspektiven evangelikaler Missionswissenschaft im 21. Jahrhundert – Festschrift für Klaus W. Müller zu seinem 65. Geburtstag, Verlag für Theologie und Religionswissenschaft (VTR) Nürnberg 2010, S. 264–276, ISBN 978-3-941750-26-5.
- Discourses on Chuukese Customary Adoption, Migration, and the Law's of State(s), in: Jan Rensel und Alan Howard (Hrsg.): Pacific Islands Diaspora, Identity, and Incorporation, Special issue of Pacific Studies 35, 2012 (1/2), S. 119–143.
- Aspects Ethnographiques de la Micronésie, in: Christian Polak und Kiyoko Sawatari (Hrsg.): Un artiste voyageur en Micronésie: L'univers flottant de Paul Jacoulet, Somogy and Musée du quai Branly, Paris 2013, S. 65–74.
- Ethische Dilemmata als Herausforderung in der ethnologischen Forschung: Reflexionen aus Mikronesien, in: Annette Hornbacher (Hrsg.): Ethnologie und Ethik, Special Issue of Ethnoscripts 15 (2), 2013, S. 110–130.
- Die Deutsche evangelische Missionstätigkeit in Mikronesien, in: Hermann Joseph Hiery (Hrsg.): Die Deutsche Südsee 1884–1914: Ein Handbuch, Verlag Ferdinand Schöningh, Paderborn 2001, 3. Auflage 2014, ISBN 978-3-506-73912-4.

Aufsätze
- Demythologizing Adoption: From the Practice to the Effects of Adoption in Chuuk, Pacific Studies, Micronesia, Vol. 31 Nos. 3/4–Sept./Dec. 2008, S. 156–181.
- Notes on Clan Histories and Migration in Micronesia, Pacific Asia Inquiry Vol. 2 No. 1, Fall 2011, S. 53–68.